# Tô Vũ (nhà ngoại giao)
Tô Vũ (chữ Hán: 蘇武, bính âm: Su Wŭ) là một nhà ngoại giao đời vua Hán Vũ Đế (140 TCN-87 TCN), nổi tiếng qua điển tích Tô Vũ chăn dê.
Đất Bắc giá lạnh hoang vu, không có người. Tô Vũ ở nơi đi đày, ngày chăn dê, tối ngủ hang đá, thiếu thốn, cực khổ và tuyệt vọng. Gặp mùa chim nhạn thiên di về phương Nam, Tô Vũ viết một lá thư nhờ chim nhạn mang về nhà cho đỡ nỗi nhớ nhung. Hán Vũ Đế tình cờ nhặt được thư mới biết Tô Vũ đang phải chăn dê khổ cực ở phương Bắc.
Ở nơi đi đày, Tô Vũ chỉ còn biết làm bạn với cỏ cây, cầm thú và đã kết bạn tình với một nàng vượn người. Mặc dù cuộc sống của "họ" là hoang dã nhưng họ luôn âu yếm nhau và đã có với nhau một đứa con. Sau 19 năm, nhờ sự can thiệp của Hán Vũ Đế, Tô Vũ chia tay người vợ vượn người trở về Hán.
Điển tích Tô Vũ chăn dê trở thành một đề tài đặc sắc trong thi ca.

## Theo sử sách
Vào khoảng đầu thế kỉ 2 TCN, một ông vua Đại Nhục Chi bị Hung Nô chém đầu rồi dùng cái sọ làm bình rượu, triều đình Đại Nhục Chi uất hận. Năm 100, Hán Vũ Đế sai Tô Vũ đi sứ Đại Nhục Chi nữa để hai nước liên kết đánh Hung Nô. Dọc đường Tô Vũ bị Hung Nô bắt, không giết mà cũng không cho về, đành phải tạm ở lại Hung Nô, chăn cừu sống với một phụ nữ Hung Nô trong núi, được một đứa con, sau trốn thoát, chịu không biết bao nhiêu gian nan, tới được Đại Nhục Chi, nhưng lúc này họ hết muốn trả thù Hung Nô rồi, chỉ muốn sống yên ổn, làm ruộng, trồng trọt. Tô Vũ đành trở về tay không, trên đường lại bị Hung Nô bắt một lần nữa.